# Tor Helge Gauteplass
Tor Helge Gauteplass (16 settembre 1963) è un ex sciatore alpino norvegese.

## Biografia
Gauteplass ai Campionati norvegesi vinse la medaglia di bronzo nello slalom speciale nel 1982; non prese parte a rassegne olimpiche né ottenne piazzamenti in Coppa del Mondo o ai Campionati mondiali.

## Palmarès

### Campionati norvegesi
- 1 medaglia[senza fonte] (dati parziali fino alla stagione 1981-1982):
  - 1 bronzo (slalom speciale nel 1982)[senza fonte]